# Parque de la Estación
El Parque de la Estación es un espacio verde público que se encuentra ubicado entre las avenida Díaz Vélez y las calles Juan Domingo Peron, Anchorena y Gallo, en el barrio de Balvanera, en la Ciudad Autónoma de Buenos Aires, Argentina. fue construido en los terrenos de la Estación Once de Septiembre del Ferrocarril Sarmiento y la recuperación del galpón ferroviario que se encuentra en sus inmediaciones,  A partir del reclamo ciudadano de la población de la zona desde el año 2000 y que sostuvo la demanda hasta lograr que se sancionara la Ley N° 5734, a partir del proyecto legislativo presentado por el diputado Carlos Tomada. Sobre la base conceptual que realizara el Lic. en Diseño del Paisaje Fabio Márquez, al incluir en la Ley su formulación a partir de diseño y gestión participativa, vegetarlo con flora nativa rioplatense, reconocer como patrimonio cultural edificado las construcciones ferroviarias del siglo XIX y la mención del concepto de sostenibilidad como marco conceptual para todo el parque.  comenzaron las obras en agosto del 2017, Siendo inaugurado el 16 de junio de 2019 con la presencia de Horacio Rodríguez Larreta, Jefe de Gobierno de la Ciudad.

## Características generales
El predio donde se desarrollará el proyecto se encuentra en la Comuna 3, delimitado por las calles Juan D Perón, Dr. Tomás Manuel de Anchorena,  vías del FF.CC,  Sánchez de Bustamante, Av. Díaz Vélez y  Gallo. El mismo se encuentra en el interior de la manzana circunscripta por los siguientes datos catastrales: C 013 – M 047 -  P001a. El proyecto 811-D-2016 fue aprobado mediante la ley 5734.

#### Origen
Desde el año 2000, los vecinos de los barrios de Balvanera y Almagro piden un parque público para la zona. Desde ese entonces hasta el 2016 se celebraron paulatinas victorias en el arduo y largo camino por conseguir un espacio verde en dos de las comunas con menor índice de espacio verde por habitante de la ciudad de Buenos Aires: la Comuna 3 y la Comuna 5, que cuentan con 0,4 m² y 0,2 m² de verde por habitante, respectivamente. La necesidad de espacio verde en la zona es lo que transforma ese reclamo en una insoslayable prioridad.
El Parque de la Estación surgió mediante la aplicación de una metodología innovadora. Durante tres meses, vecinos, especialistas y funcionarios cocrearon dicho proyecto. El proceso de Diseño Participativo comenzó con una investigación de campo que permitió conocer las necesidades fundamentales de los vecinos de Almagro y Balvanera.

## Investigación antropológica
En julio de 2016, desde la Dirección General de Antropología Urbana, dependiente de la Subsecretaría de Proyectos del Ministerio de Desarrollo Urbano y Transporte del Gobierno de la Ciudad de Buenos Aires, se llevó a cabo la investigación territorial antropológica. La metodología se conformó con base en 151 encuestas presenciales, coincidentales y semiestructuradas, una observación detenida del entorno y el estudio de ocupación de los predios afectados. Todo fue documentado fotográfica y audiovisualmente.
Los resultados principales que arrojó esta investigación fueron:
- La mayoría de los encuestados tenía un nivel educativo medio y se repartían en hombres y mujeres en forma pareja en la franja etaria de 26 a 45 años.
- Lo más valorado del barrio fue su accesibilidad y lo menos valorado fue la seguridad.
- El indicador de sentido de pertenencia obtenido fue bajo, ya que obtuvo 2,7 puntos sobre una escala de 5.

### Necesidad de espacios verdes
El 92% de los encuestados consideró importante o muy importante tener un espacio verde cerca y el 77% determinó que hace falta mejorar la oferta de espacios verdes en el barrio. Sin embargo, el 78% de los entrevistados declaró no utilizar los espacios verdes de la zona y el 67% valoró la oferta de espacios verdes como mala o muy mala.
Una necesidad detectada fue la de espacios verdes con programas variados. En este sentido, el 50% consideró importante generar espacios para realizar deporte y el 46% se refirió a espacios recreativos para niños.
La mayor parte de los entrevistados indicó que el principal uso que se hace de los espacios verdes es “descanso” (73%). Esto se vincula con que no hay otros usos programados en los espacios verdes de la zona (Miserere es el caso paradigmático: una plaza, principalmente de cemento, de descanso y espera).

### Gestión del consenso

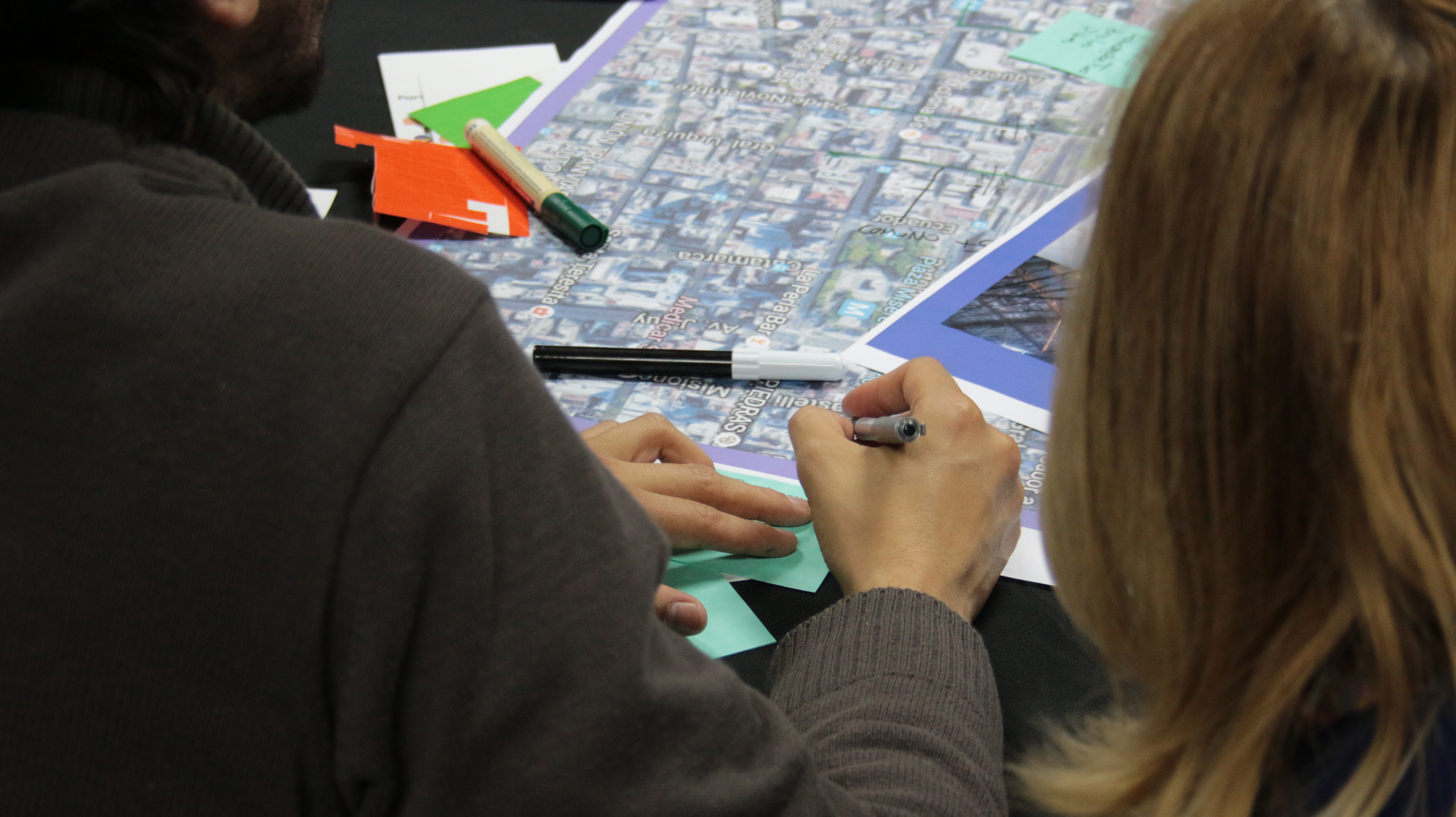
Actividad de Cocreación con vecinos de la Comuna 3

El Proyecto de Parque de la Estación es el resultado de una articulación entre vecinos, comuneros, legisladores de diversas fuerzas políticas y el equipo técnico encargado de diseñar la propuesta. 
Desde el área de investigación digital de la Dirección General de Antropología Urbana se elaboró un mapa de actores relevantes que incidieron en el desarrollo del proyecto. Esta investigación permitió detectar grupos, asociaciones o personas relevantes con diversos intereses para ser convocados a reuniones.

## Características del espacio[8]

#### Proyecto de arquitectura
La propuesta para el espacio público plantea la eliminación de la barrera física que genera el muro de contención a lo largo de la calle Perón y parte de la calle Anchorena. Mediante una topografía en barranca, se van articulando visuales y accesos en varios puntos del nuevo parque, integrándolo a la actual plaza Julio César Fumarola. En total, se contemplan 8.085 metros cuadrados de espacio verde.  Además, se plantea la conservación y puesta en valor de los dos muros testeros del galpón actualmente desmantelado, como así también  los pórticos de acceso mencionados, integrándolos como parte del equipamiento urbano.  El parque estará equipado con un anfiteatro verde, juegos infantiles, áreas deportivas al aire libre y mobiliario urbano para el descanso y la recreación.  El proyecto también contempla la realización del ensanche de vereda Oeste de la calle Dr. Tomás M. de Anchorena  y la reducción de su vereda Este, con el objetivo de mejorar la circulación peatonal simultánea en ambos sentidos. Además, se propone ampliar la vereda de dicha calle en el sector de dársena existente sobre la esquina de la calle Pte. Gral. J.D. Perón. Con respecto al cruce peatonal de la calle Dr. Tomás M. de Anchorena en dicha esquina, se plantea resolver la accesibilidad con vados en esquina. La iluminación propuesta para el área de parque está concebida en su totalidad con luminarias de tecnología led aptas para tele gestión, con el objetivo de potenciar el uso nocturno. 

#### Parquización

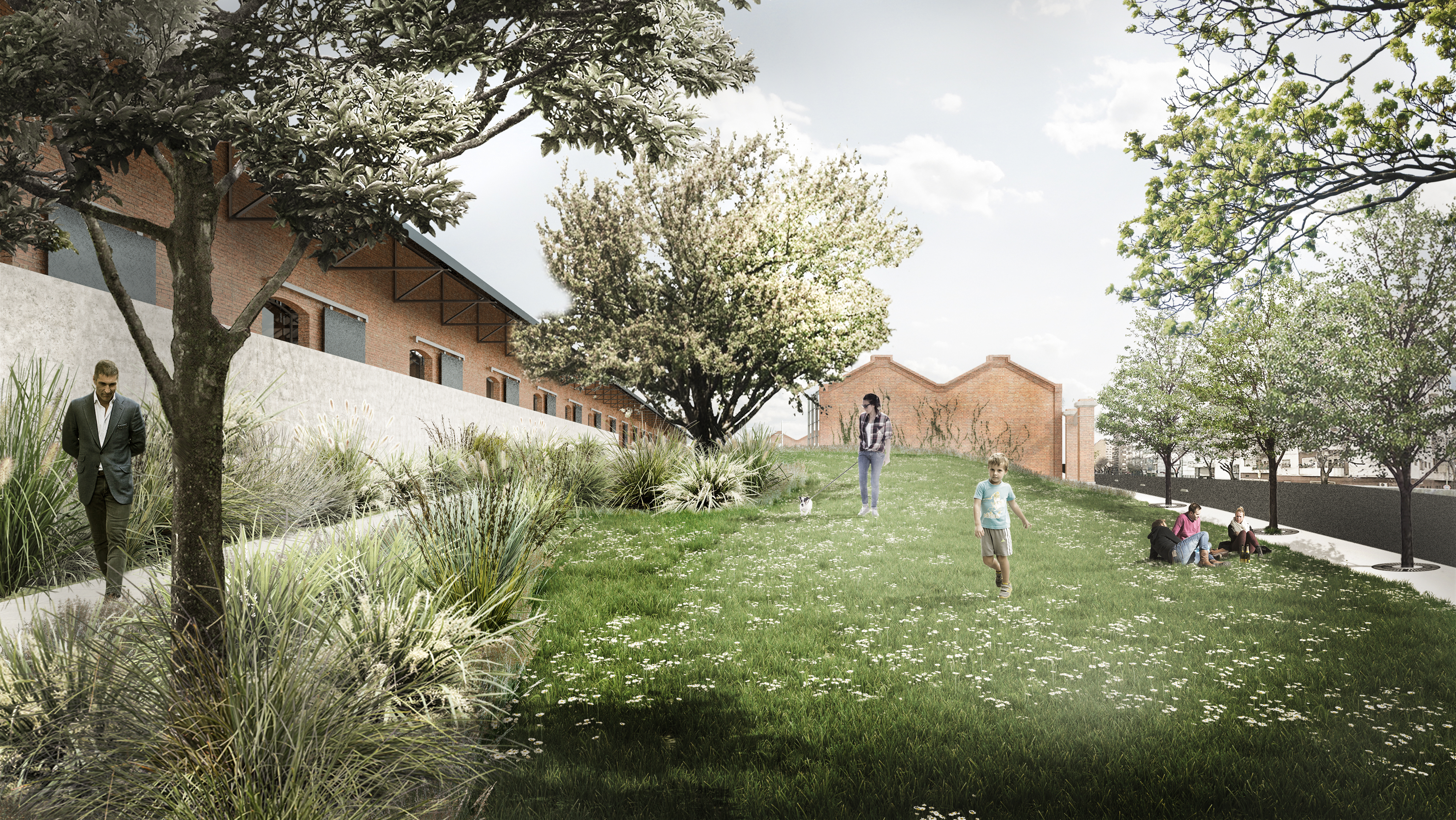
Render del espacio verde del Parque de la Estación

Se propone un trabajo paisajístico enfocado al uso de vegetación nativa de la región rioplatense, compuesta por 3 biorregiones (Pampeana, Paranaense y espinal), siendo el 95% de las 55 especies utilizadas de carácter nativo, para favorecer condiciones de biodiversidad ecosistémica. Se incorporarán al espacio verde un área de césped y canteros de arbustos, herbáceas y gramíneas, además de 53 árboles nuevos. Los canteros de vegetación nativa serán de carácter mixto, están compuestos por 43 especies entre arbustos, herbáceas, gramíneas y trepadoras de diferentes ambientes como selva y pastizales. Estos canteros se han resuelto pensando en atraer mariposas, aves y otra fauna silvestre. Este tipo de vegetación no requiere tanto mantenimiento como las exóticas, ya que todas las plantas utilizadas están adaptadas a la región e interactúan de modo equilibrado con la fauna local. 
Se plantea un sistema de riego automático para la zona comprendida por el césped. En las zonas de vegetación nativa, se plantea un sistema con válvulas de acople rápido para conectar mangueras y hacer un aporte de riego al momento de plantar y en los meses de temperaturas mayores. 

#### Galpón

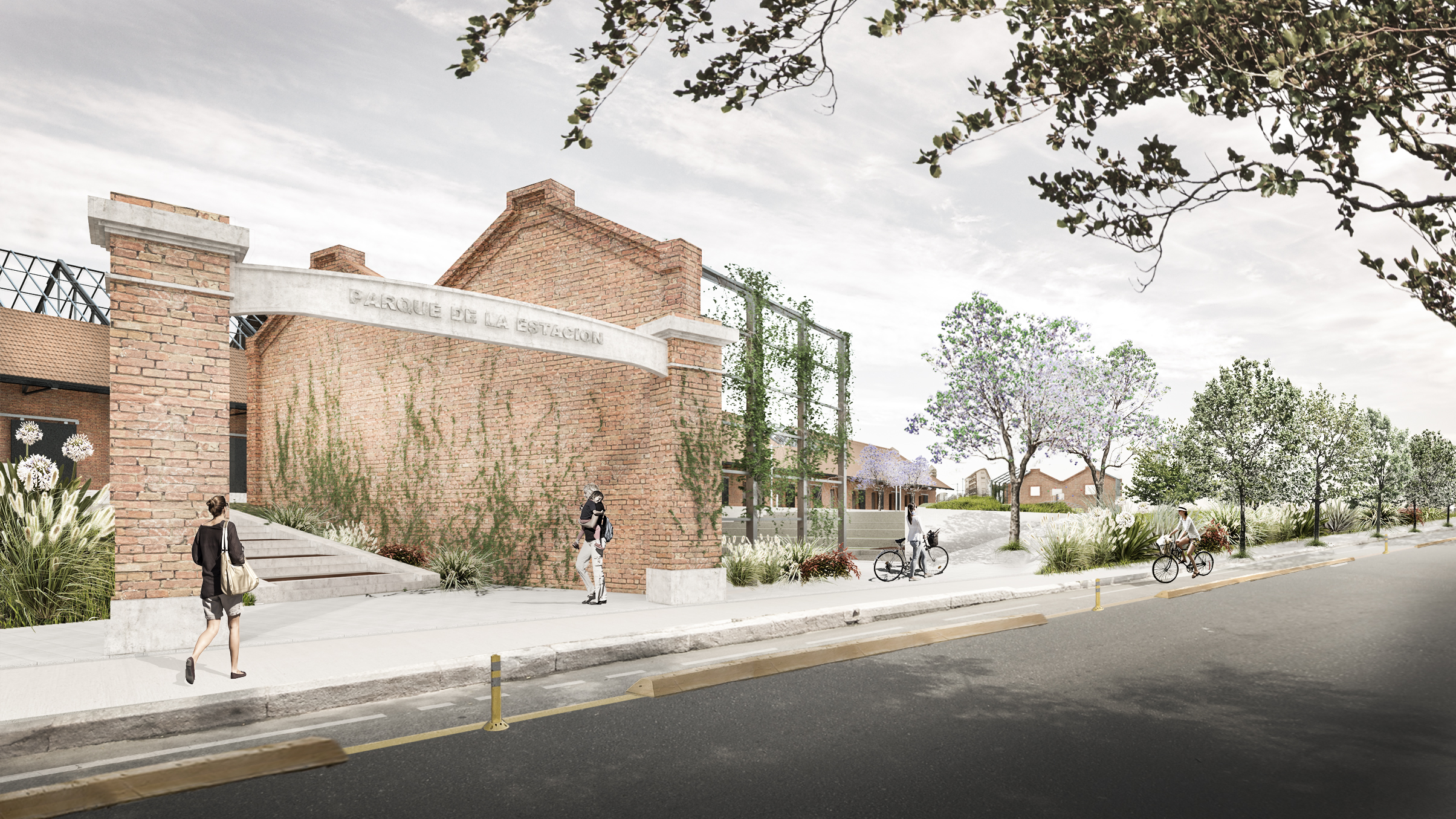
Render del futuro galpón del Parque de la Estación

El galpón, de 205 metros de largo por 17 metros de ancho, está conformado por muros apilastrados de ladrillo visto y techo de tejas francesas sobre estructura metálica de típica factura ferroviaria de la década de 1880. El edificio cuenta con 3.480 metros cuadrados cubiertos y 1.832 metros cuadrados semi-cubiertos, y se encuentra en relativo buen estado de conservación. Se propone la puesta en valor del galpón, conservando las propiedades espaciales propias de su tipología y materialidad original: ladrillo visto, cerchas metálicas y recuperación de la teja original.  
Para la organización del nuevo programa, se generan dos patios que subdividen el largo total del pabellón en tres partes. Los mismos articulan los distintos usos, independizándolos y facilitando su posterior gestión. Las nuevas fachadas vidriadas, generadas al interior de dichos patios, sirven de acceso a las distintas áreas y garantizan la correcta iluminación de los interiores, imprimiendo un carácter contemporáneo sin afectar la composición de las fachadas originales del edificio. En el interior de cada una de las tres partes del galpón, la articulación se logra mediante una serie de cajas contenedoras de servicios y actividades, entendidas como artefactos independientes ligeros separados de la envolvente, sumados en el sector auditorio a un sistema de cortinados ignífugos para la subdivisión y oscurecimiento del espacio.  
La idea es no comprometer el uso o el posible cambio de éste en un futuro, y facilitar así la flexibilidad, la variabilidad y la indeterminación intrínseca a este tipo de programas.  

### Premio a la innovación
La Agencia de Cooperación Internacional de Chile (AGCI), a través de su Programa de Cooperación Descentralizada entre Regiones Chilenas y Provincias Argentinas, premió el carácter innovador del Parque de la Estación e invitó al equipo responsable de su ideación a elaborar un manual que reúne experiencias exitosas con participación ciudadana en obras de urbanismo. La publicación se titula "Nuevas experiencias en generación de espacios públicos".
La distinción otorgada por la Agencia para la Cooperación Internacional de Chile, dependiente del Ministerio de Relaciones Exteriores de ese país, destaca el proceso de codiseño llevado adelante por la Dirección General de Antropología Urbana de la Subsecretaría de Proyectos del Ministerio de Desarrollo Urbano y Transporte del Gobierno de la Ciudad de Buenos Aires, junto a los vecinos de los barrios de Balvanera y Almagro, como una herramienta innovadora para la gestión de políticas públicas urbanas.